# Waldron (Michigan)
Waldron – wieś w Stanach Zjednoczonych, w stanie Michigan, w hrabstwie Hillsdale.